# Castro del Castiellu de Llagú
El castro del Castiellu de Llagú estaba situado en el pueblo del Llagú, aldea cercana a Latores, Oviedo, España. Fue fundado en el siglo VI-V a. C. y desmantelado y destruida por completo su ubicación en 2005 por una cantera cercana. Tenía un importante sistema defensivo. Tuvo un primer asentamiento prerromano y otro posterior romano. En el primero se realizaron las defensas orientales y durante el segundo se realizó la torre circular y la muralla occidental.
El castro estaba situado coronando un pequeño cerro de 282 metros de altitud. Según restos encontrados se cree que sus habitantes se dedicaban a la fundición de cobre que procedía del Aramo.
El enclave sufrió varias reformas de las que se puede destacar la acontecida en el siglo IV en las que se reforzaron las medidas defensivas con la construcción de taludes, fosos y la ampliación de las murallas con un sistema modular.